# Galàxia del Remolí
La galàxia del Remolí (Messier 51a, M51a, o NGC 5194) és una galàxia espiral clàssica situada a una distància d'aproximadament 23 milions d'anys llum a la constel·lació de Llebrers. Aquesta galàxia i la seva companya NGC5195, amb la qual interacciona, són fàcilment observables pels astrònoms novells, ja que les dues poden veure's amb binocles. Aquesta galàxia també és popular entre els astrònoms professionals que estudien l'estructura de les galàxies (particularment, les estructures associades als braços en espiral) i les interaccions entre galàxies.

## Descobriment
La galàxia del Remolí va ser descoberta per Charles Messier el 13 d'octubre de 1773. La seva companya, NGC 5195, va ser descoberta el 1781 per Pierre Méchain. No obstant això, no va ser fins al 1845 que es va reconèixer que es tractava d'una galàxia espiral. Va ser Lord Rosse qui ho va descobrir utilitzant un telescopi que ell mateix havia construït a Irlanda. L'any 2005, es va observar una supernova (SN 2005cs) amb un pic de magnitud aparent de 14. Algunes vegades, s'utilitza el terme M51 per a referir-se al parell de galàxies que interaccionen, llavors s'anomenen M51A (NGC 5194) i M51B (NGC 5195).

## Propietats
Amb els mesuraments recents que estimen la distància de la galàxia en 23 milions d'anys llum, i un diàmetre angular d'aproximadament 11,2′, es pot inferir que el brillant disc circular de l'M51 té un radi d'aproximadament 38.000 anys llum. La seva massa s'estima en 160 mil milions de masses solars. Comparada amb el diàmetre de la Via Làctia, M51 té la meitat de la seva mida i de la seva massa. 

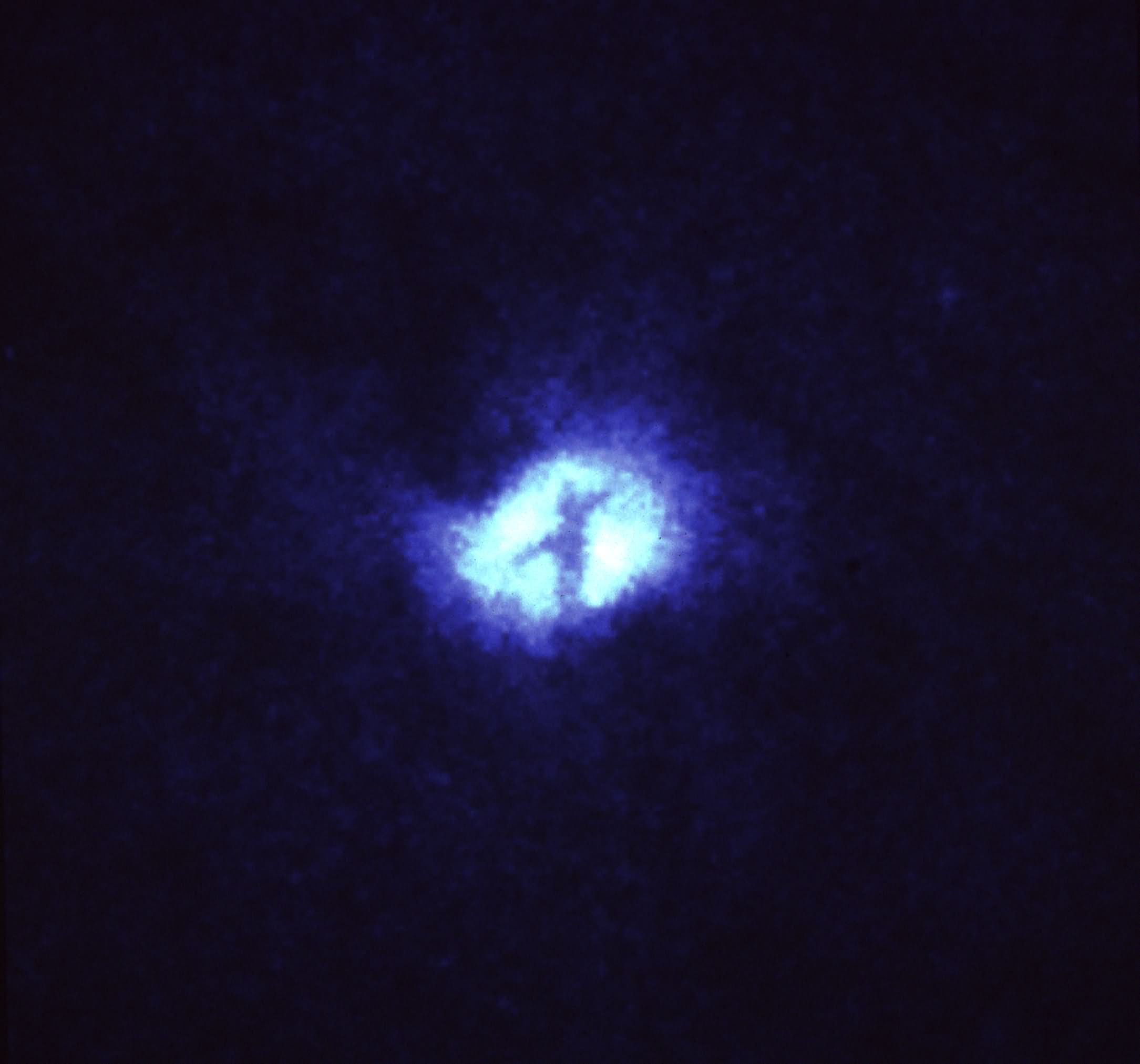
"X" a través del nucli M51, que indica dos anells de pols al voltant d'un forat negre en el centre de la galàxia

Existeix un forat negre envoltat per un anell de pols al cor de l'espiral. El núvol de pols es troba quasi perpendicular a la relativament plana galàxia espiral. Un anell secundari travessa l'anell primari per un eix diferent, un fenomen que no s'esperava. Un parell de cons de ionització s'estenen des de l'eix de l'anell de pols principal.

## Observació
Situada a la constel·lació de Llebrers, M51 és fàcil de localitzar seguint l'estrella més oriental de l'Ossa Major, Eta Ursae Majoris, i anant 3,5° al sud-est. La seva declinació és +47°, per tant és circumpolar per a observadors situats per sobre de la latitud 43°N i arriba a latituds altes a l'hemisferi nord, fent que sigui un objecte accessible, especialment a primeres hores des de l'hivern fins a la primavera. M51 és visible amb binoculars en el cel fosc, però amb un telescopi de 10 cm es poden distingir M51 i la seva companya. Amb telescopis de 15 cm, es pot veure l'estructura de l'espiral i amb aparells més grossos (>30 cm) la seva visió és espectacular, poden veure's les diferents bandes espirals i algunes regions HII.

## Formació estel·lar
L'estructura en espiral induïda de la galàxia més grossa no és l'únic efecte de la interacció. També succeeix un significativa compressió de gas d'hidrogen que origina el desenvolupament de regions de formació estel·lar. Això és visible en fotografies de M51, en què es poden veure 'nusos' blau brillant en els braços en espiral.
L'hidrogen és el gas més comú del medi interestel·lar (l'espai entre les estrelles i els sistemes planetaris en les galàxies). Existeix, en un principi, en la seva forma molecular i atòmica, i forma grans núvols per tota la galàxia. Quan una font de força gravitacional passa a prop, com per exemple altres galàxies, les interaccions gravitacionals produeixen ones de compressió (densitat) que escombren aquests núvols d'hidrogen. Això produeix que regions de gas difús es comprimeixin formant nuclis opacs de gas dens; aquests són els camins de gas que es poden veure en els braços en espiral. En regions on la concentració i la densitat del gas arriba a valors crítics, pot produir-se el col·lapse gravitacional, i una nova estrella neix al centre del col·lapse, en què el gas es comprimeix tant que s'inicia la fusió nuclear.
Quan això succeeix, aquestes noves estrelles esmercen gran quantitat de gas produint una expansió i finalment expulsen les capes de pols i gas del voltant, incrementant el flux de vent solar. Les proporcions gegantines dels núvols fan que rarament es produeixi la formació d'estrelles de manera aïllada. Aquestes regions amb estrelles joves i calentes emeten prou energia lluminosa com per poder veure-les a milions d'anys llum de distància.
Un exemple d'aquest tipus de formació estel·lar a la nostra galàxia és M16 la nebulosa de l'Àliga.

## Informació sobre el grup de galàxies
La galàxia del Remolí és la galàxia més brillant del grup M51, un petit grup de galàxies que també inclouen M63 (la galàxia del Gira-sol), NGC 5023, i NGC 5229. Aquest petit grup es pot considerar un subcúmul al límit sud-est d'un grup més gros que inclouria el grup M101 i el grup NGC 5866, encara que la majoria de mètodes d'identificació de grups i la majoria de catàlegs els identifiquen com entitats separades.

## Candidat a planeta
El setembre de 2020 s'anuncia la detecció d'un candidat a planeta M51-ULS-1b orbitant l'estrella binària de raigs X M51-ULS-1. Els científics han observant que el planeta produeix un eclipsi de poca durada quan passa davant de l'estel. Les mesures fetes indiquen que el seu radi és lleugerament menor que el de Saturn. Es tractaria d'un planeta gasós amb una òrbita situada a desenes d'unitats astronòmiques del seu estel.